# Vicious Circle
Vicious Circle är ett musikalbum från 1995 av L.A. Guns. Singlarna på albumet blev "Face Down", "Killing Machine" och "Long Time Dead".
På den amerikanska och europeiska versionen av albumet återfinns låten "Crystal Eyes" från Hollywood Vampires.

## Låtlista
1. "Face Down"
2. "No Crime"
3. "Long Time Dead"
4. "Killing Machine"
5. "Fade Away"
6. "Tarantula"
7. "Crystal Eyes" (Bonus)
8. "Nothing Better to Do"
9. "Chasing The Dragon"
10. "Kill That Girl"
11. "I'd Love to Change The World"
12. "Who's In Control" (Let 'Em Roll)
13. "I'm the One"
14. "Why Ain't I Bleeding"
15. "Kiss of Death"
16. "Death In America" (Bonus)
17. "Empire Down" (Bonus)

## Medverkande
- Phil Lewis - sång, alla utom "Nothing Better To Do"
- Tracii Guns - gitarr
- Mick Cripps - gitarr
- Kelly Nickels - bas, sång på "Nothing Better To Do"
- Steve Riley - trummor
- Nicky "Beat" Alexander - trummor
- Michael ”Mr. Bones” Gershima - trummor
- Dorian Grey - trummor
- Michael Grombacher - trummor